# اشمئزاز

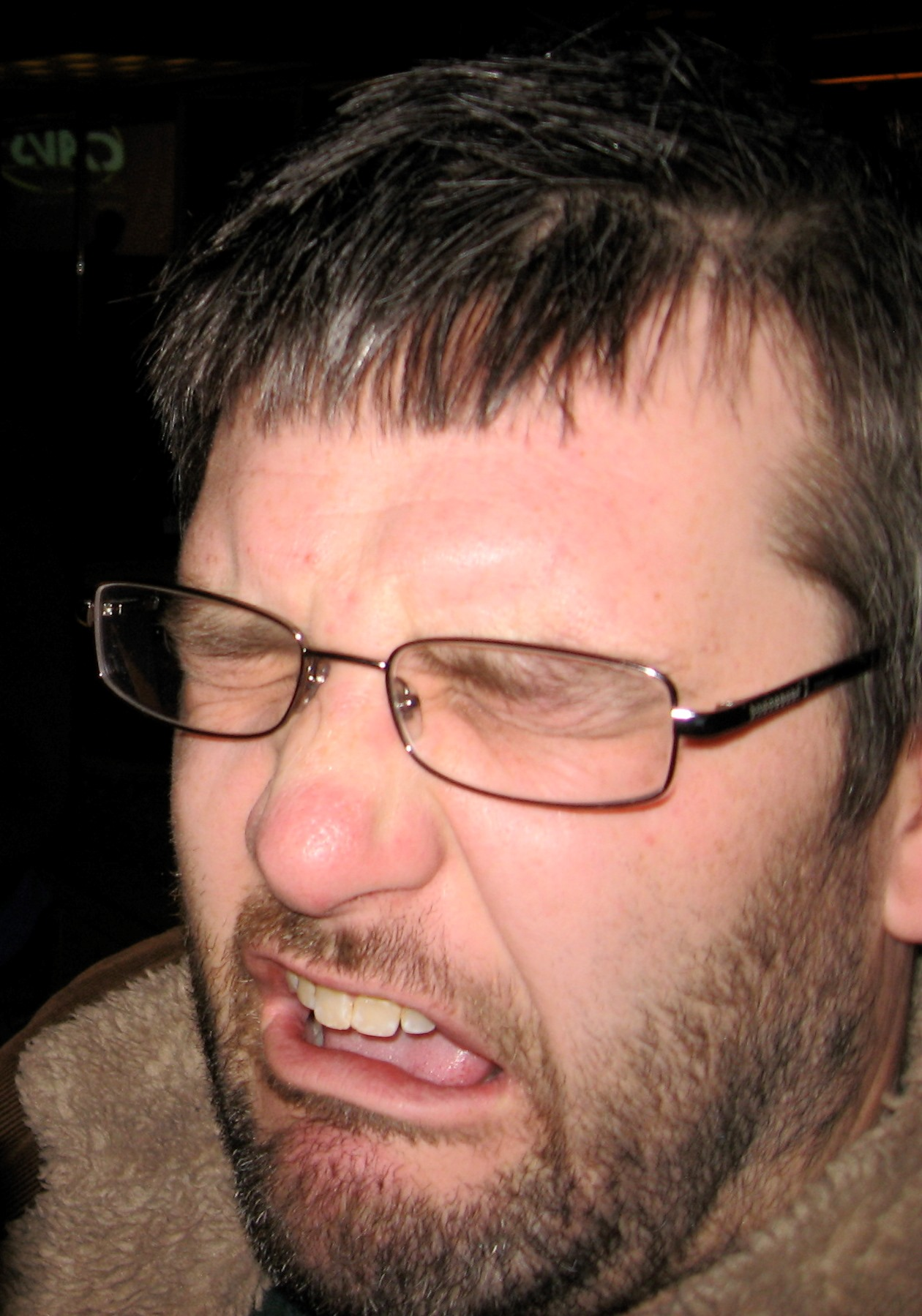

الاشمئزاز هو شعور أساسي في كل المخلوقات له دور في حماية الكائن الحي من تناول الأطعمة المحتمل احتواؤها على مواد ضارة وبذلك يقلل من فرص الإصابة بالأمراض. وهو أحد المشاعر الأساسية ودائمًا ما يرتبط بالأشياء التي تبدو غير نظيفة أو غير صالحة للأكل أو معدية أو ملطّخة بالدماء أو غير ذلك من الصفات الكريهة. كتب تشارلز داروين (Charles Darwin) في كتاب التعبير عن المشاعر في الإنسان والحيوان (The Expression of the Emotions in Man and Animals) أن الاشمئزاز مؤشر لمعرفة الأشياء المقززة للنفس. ويُمارس هذا الشعور بالأساس فيما يتعلق بحاسة التذوق (سواء الحسي أو التخيلي)، يلي ذلك أي شيء يسبب شعورًا مشابهًا عن طريق حاسة الشم أو اللمس أو البصر. وقد يصاب الأشخاص الحساسون للموسيقى بهذا الشعور بسماع النشاز الناتج عن عدم تناغم الأصوات. وأثبتت الأبحاث مرارًا وتكرارًا وجود علاقة بين الاشمئزاز واضطرابات القلق مثل رهاب العناكب ورهاب الإصابة أثناء الحقن والوسواس القهري (OCD) المرتبط بالخوف من التلوث. قد يعمل الخوف من التلوث عن طريق الحشرات أو الفضلات المهملة أو التعفن بجميع أنواعه على إثارة الاشمئزاز. وفي هذه الحالة، ينتج الاشمئزاز عن عملية استدلال يعتمد فيها على خبراته الإدراكية. فعلى سبيل المثال، قد ينعكس مجرد استنتاج الشخص بأن الحشرات قد تسببت في الماضي في وباء ما في استقرائه للوضع الراهن فيشعر بالاشمئزاز من حشرات أخرى بعينها بحجة أنها تسبب الأمراض أو قد تسبب الأمراض، رغم كونها غير مؤذية. والاشمئزاز يعد أحد المشاعر الرئيسة في نظرية روبرت بلوتشيك (Robert Plutchik) للعواطف وحظي الاشمئزاز بدراسة متعمقة من بول روزين (Paul Rozin). ويستحضر الاشمئزاز إلى الأذهان تعبيرًا وجهيًا مميزًا وهو أحد تعبيرات بول إيكمن (Paul Ekman) الستة العالمية للتعبير عن العواطف. فعلى عكس مشاعر الخوف والغضب والحزن، يقترن الاشمئزاز بانخفاض في معدل ضربات القلب.
من الضروري مقاومة إغراء التعميم في التعامل مع مثل هذه الحالات المعقّدة للعقل والعواطف مثل الاشمئزاز. ويتعلم العاملون في الكثير من المهن كيفية السيطرة على استجاباتهم للاشمئزاز ومنها الرعاية الطبية ومهنة الشرطة ومكافحة الحريق والجيش، وهؤلاء ربما حتى يفقدوا القدرة على الإحساس بالاشمئزاز تمامًا. [بحاجة لمصدر]

## الاختلافات الثقافية
تختلف الأمور التي تدعو إلى الاشمئزاز من ثقافة لأخرى لأن الاشمئزاز يرتبط نوعًا ما بالوضع الاجتماعي. والأمريكيون «هم أكثر الشعوب ربطًا لمشاعر الاشمئزاز بالأفعال التي تقيد من حقوق الفرد أو تحط من كرامته» بينما اليابانيون «يكثرون من ربط مشاعر الاشمئزاز بالأفعال التي تعيق تكاملهم مع العالم الاجتماعي».
والاشمئزاز من بين المشاعر الرئيسية التي يسهل التعرف عليها في جميع الثقافات على تنوعها وهو استجابة لشيء مقزز ويرتبط هذا الشعور دائمًا بالتذوق أو الرؤية. رغم اختلاف الأشياء المقززة من ثقافة لأخرى، يظل رد الفعل إزاء الأشياء المفزعة كما هو في جميع الثقافات؛ ففي عالم الاشمئزاز لا يتغير الناس ولا تتغير ردود أفعالهم العاطفية.

## قائمة المصادر
- Cohen, William A. and Ryan Johnson, eds. Filth: Dirt, Disgust, and Modern Life. University of Minnesota Press, 2005.
- Douglas, Mary. Purity and Danger: An Analysis of Concepts of Pollution and Taboo. Praeger, 1966.
- Kelly, Daniel. Yuck! The Nature and Moral Significance of Disgust. MIT Press, 2011.
- McCorkle Jr., William W. Ritualizing the Disposal of the Deceased: From Corpse to Concept. Peter Lang, 2010.
- McGinn, Colin. The Meaning of Disgust. مطبعة جامعة أكسفورد، 2011.
- Menninghaus, Winfried. Disgust: Theory and History of a Strong Sensation. Tr. Howard Eiland and Joel Golb. SUNY Press, 2003
- Miller, William Ian. The Anatomy of Disgust. Harvard University Press, 1997.
- Nussbaum, Martha C. Upheavals of Thought: The Intelligence of Emotions. Cambridge University Press, 2001.
- Nussbaum, Martha C. Hiding from Humanity: Disgust, Shame, and the Law. Princeton University Press, 2004.
- Nussbaum, Martha C. From Disgust to Humanity: Sexual Orientation and Constitutional Law. مطبعة جامعة أكسفورد، 2010.
- Rindisbacher, Hans J. A Cultural History of Disgust. KulturPoetik. 5: 1. 2005. pp. 119–127.
- Wilson, Robert. Disgust: A Menippean Interview. Canadian Review of Comparative Literature. 34: 2. June, 2007. pp. 203–213. On Disgust: A Menippean Interview
- Wilson, Robert Rawdon. The Hydra’s Tale: Imagining Disgust. University of Alberta Press, 2002.

## وصلات خارجية
- Nancy Sherman, a researcher investigating disgust
- Jon Haidt's page about the Disgust Scale
- Moral Judgment and the Social Intuitionist Model, publications by Jonathan Haidt on disgust and its relationship with moral ideas
- Hiding from Humanity: Disgust, Shame, and the Law
- Shame and Group Psychotherapy
- "Is repugnance wise? Visceral responses to biotechnology" Nature Biotechnology
- Purity and Pollution by Jonathan Kirkpatrick (RTF)
- Paper on the economic effects of Repugnance
- Anatomy of Disgust, Channel 4 program
- WhyFiles.org Article written about a February 2009 study in "Science" linking moral judgments with facial expressions that indicate sensory disgust.
- Robert Rawdon Wilson The Hydra's Tale: Imagining Disgust